# Ojo de Agua, San Francisco Telixtlahuaca
Ojo de Agua är en ort i Mexiko.   Den ligger i kommunen San Francisco Telixtlahuaca och delstaten Oaxaca, i den sydöstra delen av landet, 300 km sydost om huvudstaden Mexico City. Ojo de Agua ligger 2 198 meter över havet och antalet invånare är 256.
Terrängen runt Ojo de Agua är huvudsakligen kuperad. Ojo de Agua ligger uppe på en höjd. Runt Ojo de Agua är det ganska tätbefolkat, med 67 invånare per kvadratkilometer. Närmaste större samhälle är San Francisco Telixtlahuaca, 8,5 km söder om Ojo de Agua. I omgivningarna runt Ojo de Agua växer i huvudsak blandskog.